# Moacyr Grechi
Moacyr Grechi (ur. 19 stycznia 1936 w Araranguá, zm. 17 czerwca 2019 w Porto Velho) – brazylijski duchowny rzymskokatolicki, w latach 1998-2011 arcybiskup Porto Velho.

## Życiorys
Święcenia kapłańskie przyjął 29 czerwca 1961. 10 lipca 1972 został prekonizowany prałatem terytorialnym Acre i Purus, 20 lipca 1973 otrzymał stolicę tytularną Vegesela in Numidia. Sakrę biskupią otrzymał 21 października 1973. 26 maja 1978 zrzekł się biskupstwa tytularnego. 19 marca 1986 został mianowany biskupem diecezjalnym Rio Branco, a 29 lipca 1998 arcybiskupem Porto Velho. 30 listopada 2011 przeszedł na emeryturę.